# 新山ノリロー・トリロー
新山ノリロー・トリロー（にいやま - ）は日本の漫才師。当時は佐藤事務所に所属。
新山悦朗・春木艶子の弟子として1958年2月に結成。
1965年、第13回NHK新人漫才コンクールで優勝。1972年に漫才協団（現：漫才協会）第2代真打ちに昇進。並行して落語協会に入会しており、寄席の定席にも上がっていた。
1985年に解散した。

## メンバー
- 新山ノリロー（にいやま-、本名:渡部徳夫、1936年1月1日 - 2022年12月19日）

朝鮮の生まれ、黒縁眼鏡が特徴。解散後は一時期、宮田章司（後に江戸売り声漫談家に転向）とコンビを組んだこともあったが、2021年頃まで漫談家として活動していた。晩年は白血病と闘病していた。2022年12月19日、死去。86歳没。
- 新山トリロー（にいやま-、本名:横沢栄司、1934年6月5日 - 没年不詳）

解散後は引退。飲食店を経営していた。関係者によると既に没している。